# Justin Masterson
Justin Daniel Masterson (né le 22 mars 1985 à Kingston en Jamaïque) est un lanceur droitier de la Ligue majeure de baseball. Il est présentement agent libre.

## Biographie
Natif de la Jamaïque, où son père enseigne pendant trois ans à la Jamaica Theological Seminary, Masterson grandit en Indiana, aux États-Unis. Il joue son baseball universitaire en Ohio, où il a été utilisé non seulement comme lanceur mais aussi comme receveur et joueur de premier but.

### Red Sox de Boston
Masterson est sélectionné au deuxième tour par les Red Sox de Boston lors de la draft de 2006. Le lanceur de 1,98 m pour 120 kg fait ses débuts en Ligue majeure en 2008, en n'accordant qu'un point en six manches aux Angels de Los Angeles le 24 août. Il fait plusieurs aller-retour entre les majeures et les mineures en 2008 et est appelé à remplacer des lanceurs blessés en cours de saison.
Au cours de sa première saison, il est utilisé comme lanceur partant puis comme lanceur de relève. Son bilan lors de sa saison recrue est de six victoires et cinq défaites, avec une moyenne de points mérités de 4,57. Il a retiré 68 frappeurs sur les prises en 88 manches et un tiers lancées. En tant que partant, il est devenu le premier lanceur des Red Sox depuis 1912 à demeurer invaincu à ses quatre premiers départs en carrière au Fenway Park de Boston.
Justin Masterson fait ses débuts en séries éliminatoires le 1er octobre 2008 en blanchissant les Angels de Los Angeles pendant une manche lors du premier match de la Série de division de la Ligue américaine.

### Indians de Cleveland

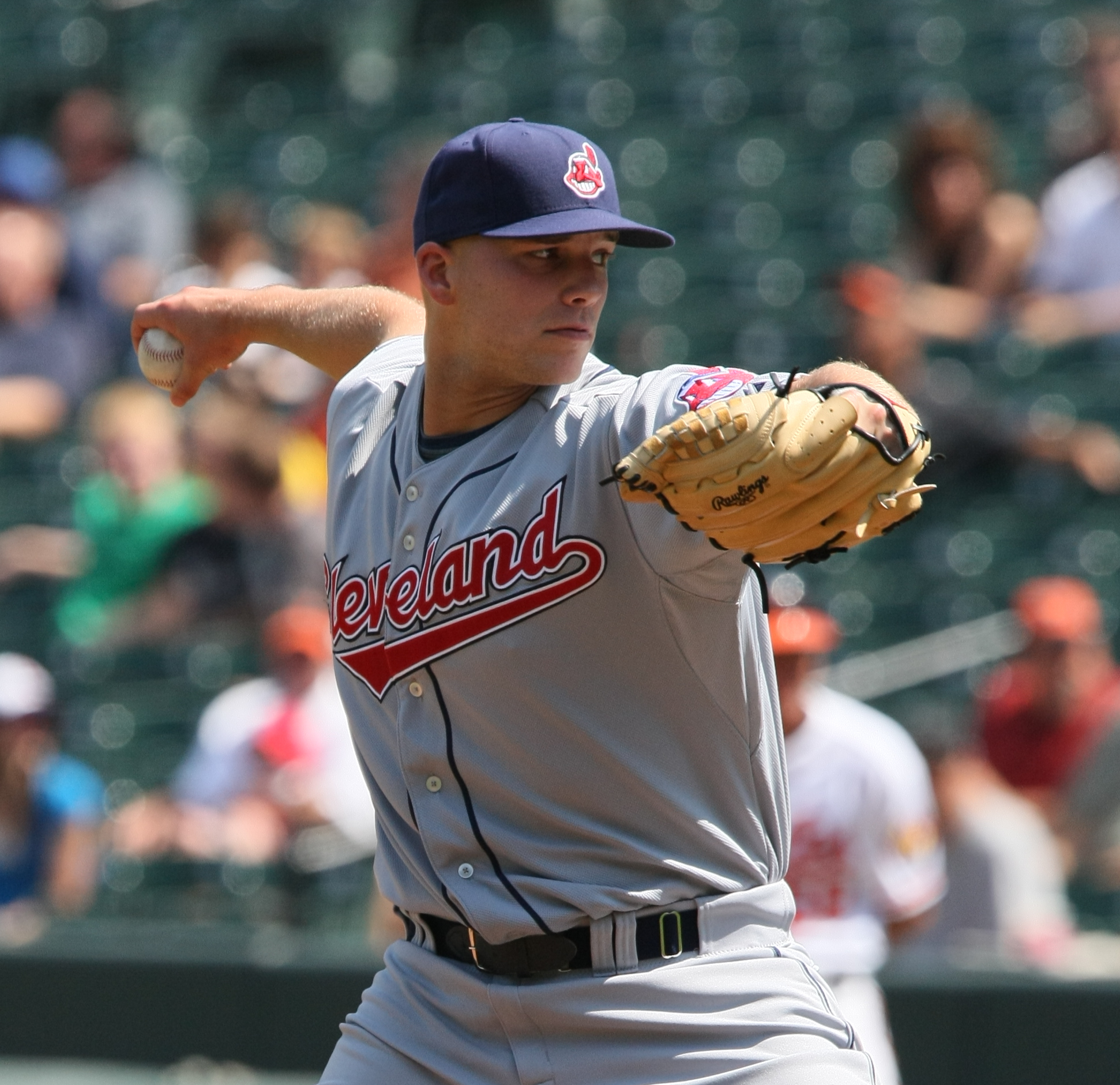
Justin Masterson au monticule pour Cleveland.

Le 31 juillet 2009, Justin Masterson et ses coéquipiers lanceurs Nick Hagadone et Bryan Price passent tous aux Indians de Cleveland, en retour du receveur étoile Víctor Martínez.
Lors des dernières semaines de la saison 2010, Masterson est utilisé comme releveur afin de préserver son bras dans l'optique de la prochaine saison.
En 2011, il remporte un sommet en carrière de 12 parties et maintient une moyenne de points mérités de 3,21 en 216 manches au monticule.

### Cardinals de Saint-Louis
Le 30 juillet 2014, Cleveland échange Masterson aux Cardinals de Saint-Louis contre le voltigeur des ligues mineures James Ramsey (en). Il remporte 3 victoires et encaisse 3 défaites avec sa nouvelle équipe mais, avec 24 points accordés en 30 manches et deux tiers lancées, sa moyenne de points mérités s'élève à 7,04 en 6 départs et 3 présences en relève. Il est laissé de côté pour les éliminatoires et devient agent libre au terme de la campagne.

### Retour à Boston
Masterson retourne à son premier club, les Red Sox de Boston, de qui il accepte le 11 décembre 2014 un contrat d'une saison à 9,5 millions de dollars.

## Statistiques
| Saison | Équipe    | G   | GS | CG | SHO | V  | D  | SV | IP    | SO  | ERA  |
| ------ | --------- | --- | -- | -- | --- | -- | -- | -- | ----- | --- | ---- |
| 2008   | Boston    | 36  | 9  | 0  | 0   | 6  | 5  | 0  | 88.1  | 68  | 3,16 |
| 2009   | Boston    | 31  | 6  | 1  | 0   | 3  | 3  | 0  | 72.0  | 67  | 4,50 |
| 2009   | Cleveland | 11  | 10 | 0  | 0   | 1  | 7  | 0  | 57.1  | 52  | 4,55 |
| 2010   | Cleveland | 34  | 29 | 1  | 1   | 6  | 13 | 0  | 180.0 | 140 | 4,70 |
| Totaux | Totaux    | 112 | 54 | 2  | 1   | 16 | 28 | 0  | 397.2 | 327 | 4,30 |

| Saison | Équipe | G | GS | CG | SHO | V | D | SV | IP  | SO | ERA  |
| ------ | ------ | - | -- | -- | --- | - | - | -- | --- | -- | ---- |
| 2008   | Boston | 9 | 0  | 0  | 0   | 1 | 0 | 0  | 9.2 | 9  | 1,86 |
| Totaux | Totaux | 9 | 0  | 0  | 0   | 1 | 0 | 0  | 9.2 | 9  | 1,86 |

Note : G = Matches joués ; GS = Matches comme lanceur partant ; CG = Matches complets ; SHO = Blanchissages ; 
V = Victoires ; D = Défaites ; SV = Sauvetages ; IP = Manches lancées ; SO = Retraits sur des prises ; ERA = Moyenne de points mérités.